# ハルマゲドン

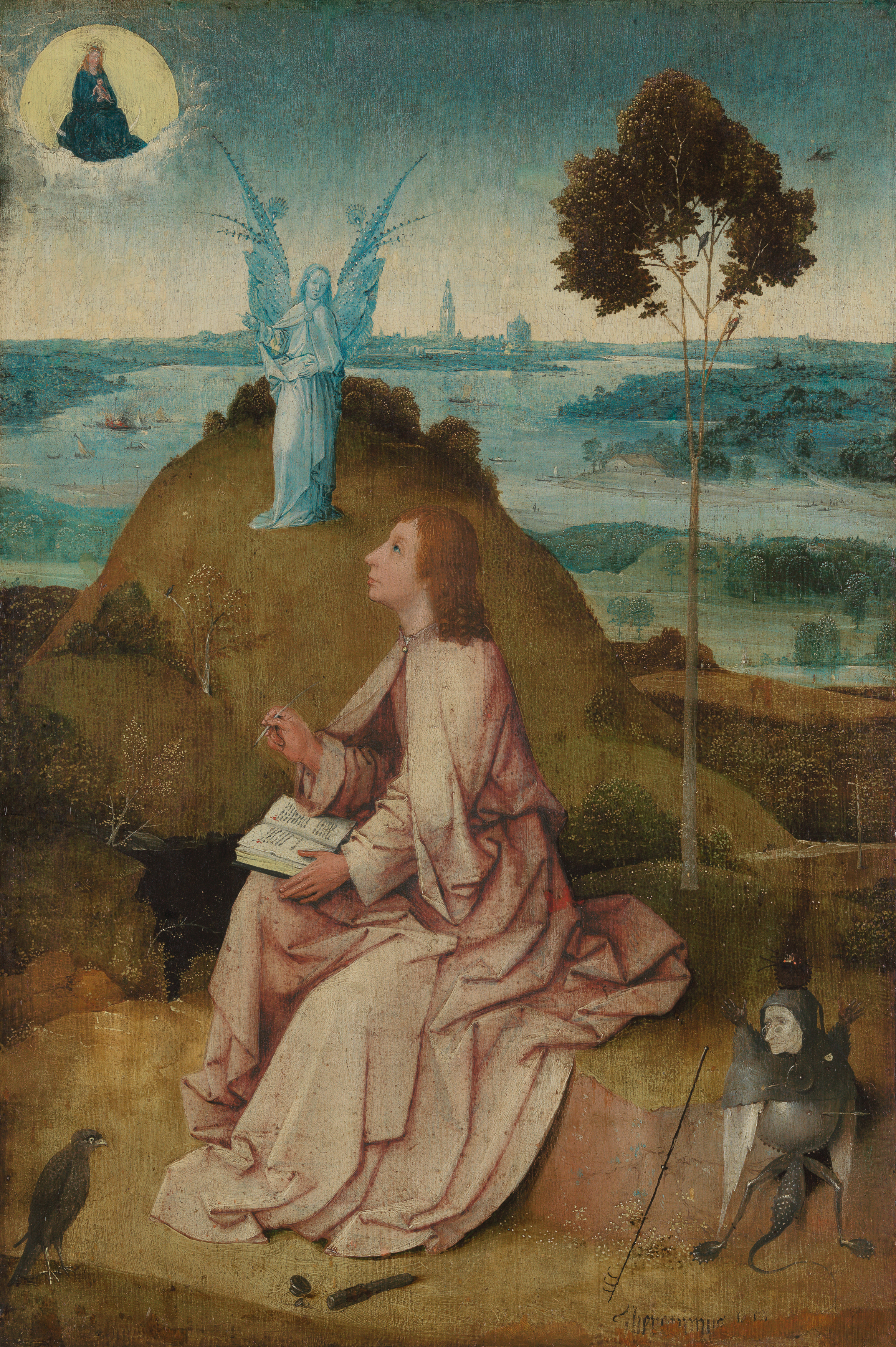
黙示録を著すパトモス島のヨハネ、　ヒエロニムス・ボス画(1505)

ハルマゲドン（アルマゲドン、ハーマゲドン、アーマゲドンと表記される場合もある、古代ギリシャ語: Ἁρμαγεδών、Harmagedōn、英: Armageddon、日本語では最終戦争）とは、アブラハムの宗教における、世界の終末における最終的な決戦の地。世界の終末的な善と悪の戦争や世界の破滅そのものを指す（戦争を終わらせる最後の戦争。一説では大艱難の頂点がハルマゲドンとも言われている）。
「ヨハネの黙示録」（『新約聖書』）に出てくる言葉であり、ヘブライ語でイスラエル北部に実在する「メギドの丘」を意味する地名(テル・メギド)が語源である。ヘブライ語のテル・メギトが古代ギリシャ語でハルマゲドンと訛って転訛されてヨハネ16:16で記載された。その聖書によれば、将来起きる世界最終戦争の地（あるいは世界最終戦争の代名詞）として使用されているが、ここで語られる「終末」は、必ずしも未来のこととは限らないと解釈する者も居た。（後述）。また、実在する語源となった地名(イスラエル)と関係するとも、あくまで比喩でしかないとも様々な解釈が乱立しており、一定しない。同書が成立したのは西暦90年前後とみられる。

## 「ヨハネの黙示録」成立時の状況
「ヨハネの黙示録」の成立時（紀元90年前後）は、ローマ帝国がキリスト教を弾圧した時期だった。ヨハネが記した「神の裁き」は、ローマ皇帝に対する制裁を願望として表現しているとされる。

## キリスト教の教理

### 聖書
ヨハネの黙示録16章にはこのように書かれている。

### ハルマゲドンの戦いとゴグ・マゴグの戦い
二つの終末戦争をハルマゲドンの戦いと、ゴグ・マゴグの戦いについて、前千年王国説では、二つの異なる戦いとし、無千年王国説と後千年王国説 では同一の戦いとする。

### 注意すべき点
岡山英雄は注意すべき点として「獣と地上の王たちとその軍勢」と「キリストとその軍勢」の戦いであること、戦いの武器は、「鋭い剣」、「神のことば」であること、この戦いによって、すべての悪が滅亡するのは目的の一つに過ぎず、キリストの花嫁である教会の結婚こそが重要であるとする。

### キリストの勝利
尾山令仁は、悪霊の支配下にある地上の支配者たちとの軍勢と、主の軍勢との戦いであるので、この世のいかなる戦争とも異なる戦いであり、メギドの丘で行われるわけではなく、悪とその勢力が滅ぼされるキリスト勝利の戦いであるとする。
奥山実はハルとメギドという二つの言葉からできているこの語は「虐殺の丘」を意味し、竜であるサタンと獣である独裁者と偽預言者からの悪霊に集められた者が、主の軍勢と戦い、子羊の軍勢が勝利すると説明する。

### 教会への迫害
ウィリアム・ヘンドリクセンは、反キリストのリーダーシップのもとに、汚れた者たちが教会に恐ろしい迫害を加える時がハルマゲドンであると教える。ヘンドリクセンによれば、反キリストは目的をとげられず、邪悪な者たちの軍勢に神の怒りが注がれ、悪魔が「火と硫黄の池に投げ込まれ」るという。

### その後
ハルマゲドンの後に起こることについては、教派によって解釈が異なる。ハルマゲドンは最後の審判と直接の関係はないが、キリスト教の教理では、最後の審判の後に、キリスト者にとって天国に行く喜びのときだが、不信者は地獄に落ちるとされる。

## 比較宗教学

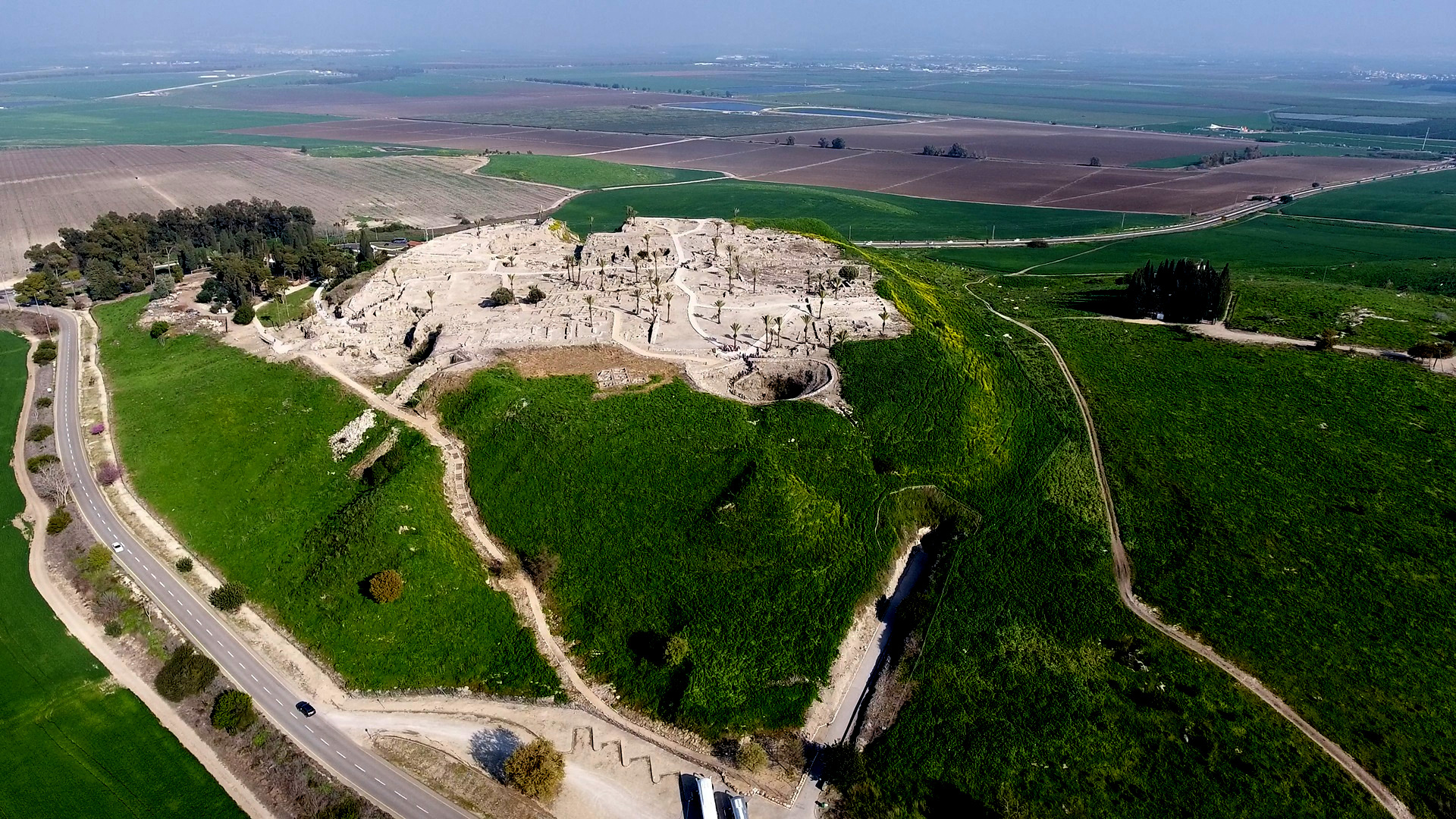
メギド遺跡

比較宗教学によれば、アブラハムの宗教における、世界の終末における最終的な決戦の地を表す言葉。ヘブライ語で「メギドの丘」を意味すると考えられている。メギドは北イスラエルの地名で戦略上の要衝であったため、古来より幾度も決戦の地となった（著名なものに、トトメス3世のメギドの戦いなど）。このことから「メギドの丘」という言葉がこの意味で用いられたと考えられている。世界の終末的な善と悪の戦争や世界の破滅そのものを指す言葉である。

## カルトとの関係
歴史上、ハルマゲドンを含む終末思想は、しばしばカルトの信者獲得や教祖の自己実現に利用されやすく、アメリカ合衆国でのブランチ・ダビディアンによる事件や、日本での地下鉄サリン事件など、オウム真理教による一連の事件などドゥームズデー・カルトを引き起こすことが少なからずあった。

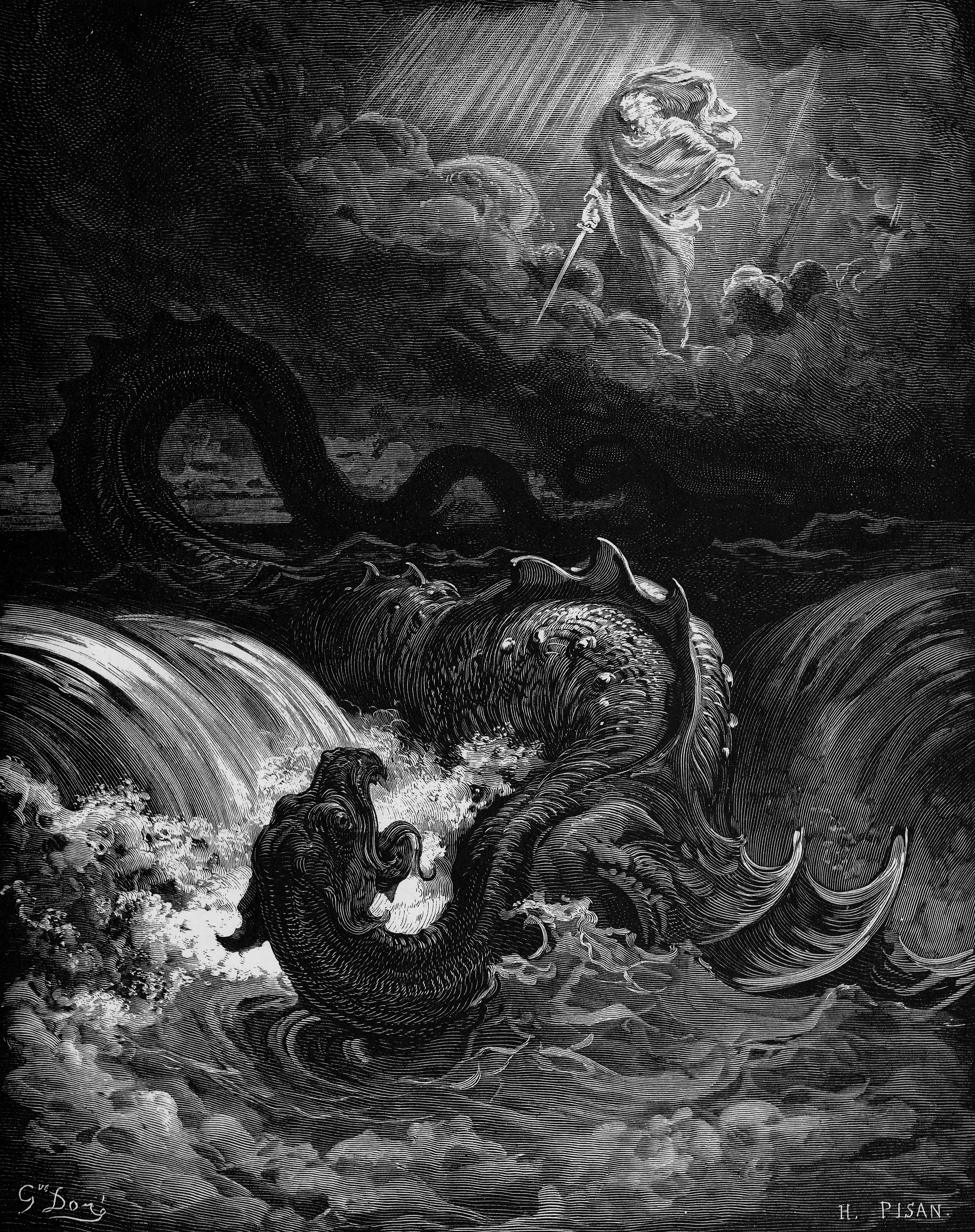
レヴィアタンによる破壊、　ギュスターヴ・ドレの挿絵(1865)

## 現代の文化との関わり
SF小説・SFアニメ・SF映画などサイエンス・フィクション作品、特に終末ものにもこの構図は使われつづけている。
五島勉の著書による『ノストラダムスの大予言』本がブームになり、オウム真理教が、教義においてハルマゲドンの到来を主張し、1995年（平成7年）の地下鉄サリン事件以降、ワイドショーで度々報じられ、幅広い年代にまで「誤ったハルマゲドン」が広く知られるようになった。

## 関連作品

### 漫画
『デビルマン』
日本では、1972年（昭和47年）に連載の始まった永井豪の漫画。ハルマゲドンという単語の意味を知る人は当時少なかったようである（永井談）。

### アニメ・映画
『幻魔大戦』
1983年（昭和58年）に公開された、角川春樹制作のアニメ映画。「ハルマゲドン接近」というキャッチコピーがテレビや雑誌で多用され、キリスト教信者でない日本の若者にもこの単語が普及する。
『アルマゲドン』
1998年に公開された映画。20世紀末に地球の大気圏を流星雨が突破して地球環境が致命的な打撃を受ける恐れが判明する。被害が生じる前に宇宙飛行士らが決死の覚悟で厳しい任務に当たるストーリー。善と悪の決戦を描いたものではない。

### 小説
「ニセコ要塞1986」
1986年に発表された荒巻義雄の架空戦記。軍事コンピュータに「封鎖情報」として登録されており、スキーの最中に偶然この言葉を発見し、調べようとしたIBM軍（日本列島防衛軍）のある将官が謎の死を遂げる。
「琵琶湖要塞1997」
上記の続編。「コード1995」でIBMから独立した日本列島防衛軍が、これまで「グロブロー」の「封鎖情報」とされていたハルマゲドンの謎に迫ろうとする場面がある。